# Memorial Nacional de Oklahoma City
O Memorial Nacional de Oklahoma City é um memorial nos Estados Unidos criado em homenagem as vítimas, os sobreviventes, os socorristas, e todos que foram afetados pelo bombardeio da cidade de Oklahoma de 19 de abril de 1995. O memorial está localizado no centro de Oklahoma City, no antigo local do Edifício Federal Alfred P. Murrah, que foi destruído no atentado de 1995. Este edifício foi localizado na NW 5th Street, entre a N. Robinson Avenue e a N. Harvey Avenue.
O memorial nacional foi autorizado em 9 de outubro de 1997, pela assinatura do  presidente Bill Clinton pelo Oklahoma City National Memorial Act, de 1997. Foi administrativamente listado no Registro Nacional de Lugares Históricos no mesmo dia. O memorial é administrado pela Fundação Memorial Nacional de Oklahoma City, com a equipe do Serviço Nacional de Parques para ajudar a interpretar o memorial para os visitantes. O National Memorial Museum e o Institute for the Prevention of Terrorism são componentes alojados no antigo Journal Record Building, no lado norte do memorial.
O memorial foi formalmente dedicado em 19 de abril de 2000 e inaugurado no ano seguinte, em 19 de fevereiro de 2001.

## História
Em 19 de abril de 1995, Timothy McVeigh estacionou um caminhão alugado cheio de explosivos em frente ao Edifício Federal Alfred P. Murrah. A explosão resultante matou 168 pessoas e destruiu toda a face norte do edifício.
Meses depois do ataque, o prefeito Ron Norick nomeou uma força-tarefa para investigar a criação de um memorial permanente onde ficava o prédio da Murrah. A Força-Tarefa pediu por "um memorial simbólico ao ar livre", um Museu Memorial, e pela criação do Instituto Memorial Nacional para a Prevenção do Terrorismo da Cidade de Oklahoma. Seiscentos e vinte e quatro desenhos foram submetidos para o memorial e em julho de 1997 um projeto por Butzer Design Partnership, que consiste em marido e mulher Hans e Torrey Butzer, foi escolhido.
Em outubro de 1997, o presidente Bill Clinton assinou a lei que criava o Memorial Nacional da Cidade de Oklahoma como uma unidade do Serviço Nacional de Parques a ser operado pelo National Memorial Trust de Oklahoma City. O custo total do memorial foi de US $ 29,1 milhões; US $ 10 milhões para o Outdoor Symbolic Memorial, US $ 7 milhões para o Memorial Museum, US $ 5 milhões para o Instituto Memorial para a Prevenção do Terrorismo e o restante para outros custos. O governo federal destinou US $ 5 milhões para a construção com o estado de Oklahoma correspondente a essa quantia. Mais de US $ 17 milhões em doações privadas foram levantadas.
Em 19 de abril de 2000, quinto aniversário do ataque, o Outdoor Symbolic Memorial foi dedicado. Em 19 de fevereiro de 2001, o Museu Memorial foi inaugurado. Em 2004, foi transferido do NPS para a Fundação Memorial Nacional de Oklahoma City, designando-o como uma área afiliada do National Park System.

## Recursos do Memorial
O Outdoor Symbolic Memorial consiste nos seguintes segmentos em 13.000 m 2; pode ser visitado a qualquer hora do dia ou da noite. 

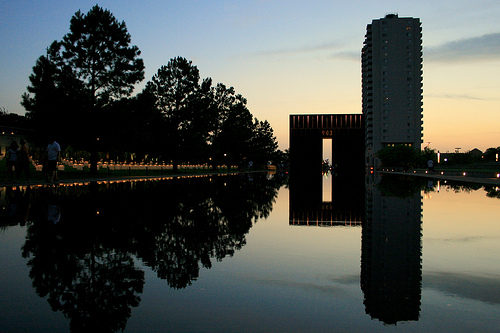
O memorial nacional da cidade de Oklahoma como visto da base da associação refletindo.

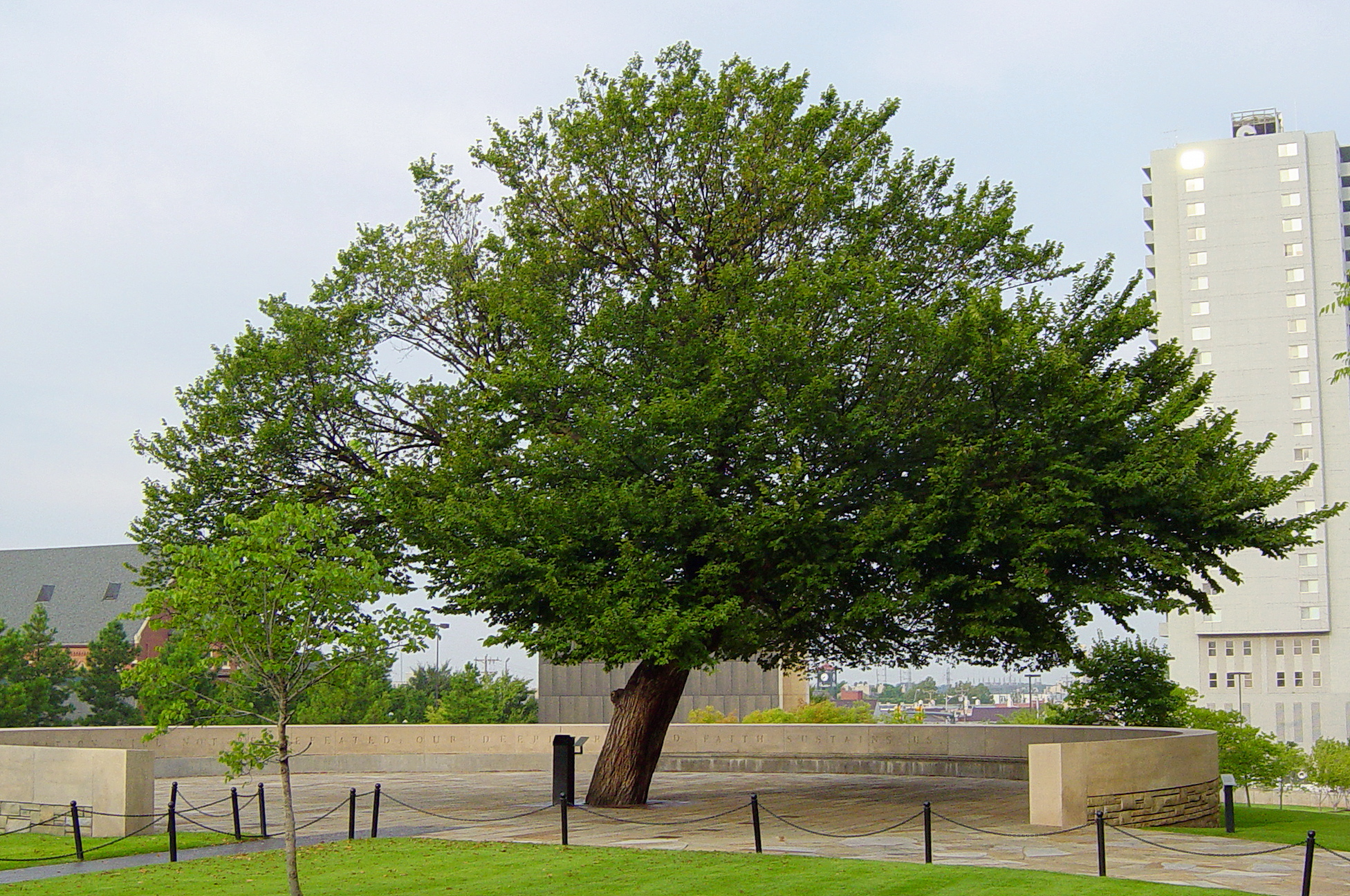
Depois de sobreviver ao bombardeio, o olmo Survivor Tree (Árvore Sobrevivente) tornou-se um emblema do Memorial.

- The Gates of Time: Portões monumentais em bronze emolduram o momento da destruição - 9:02 - e marcam as entradas formais do Memorial ao ar livre. 09:01, encontrado no portão leste, representa os últimos momentos de paz, enquanto o seu oposto no portão oeste, 9:03, representa os primeiros momentos de recuperação. Ambos os carimbos de tempo estão inscritos no interior do monumento, de frente um para o outro e para o Reflecting Pool.[4]

O exterior de cada portão tem esta inscrição:
- Piscina Refletora: Uma fina camada de água flui sobre o granito preto polido para formar a piscina, que vai de leste a oeste até o centro do Memorial no que era a Fifth Street. Embora a piscina esteja fluindo, os visitantes podem ver uma imagem espelhada de si mesmos na água. Dizem que os visitantes que veem seus reflexos estão vendo "alguém que mudou para sempre pelo que aconteceu aqui".[4]
- Campo de cadeiras vazias: 168 cadeiras vazias feitas à mão de vidro, bronze e pedra representam aqueles que perderam suas vidas, com um nome gravado na base de vidro de cada um. Eles se sentam no local onde ficava o Murrah Building. As cadeiras estão dispostas em nove linhas para simbolizar os nove andares do edifício; a cadeira de cada pessoa está na fileira (ou no chão) em que a pessoa trabalhava ou estava localizada quando a bomba explodiu.[5] As cadeiras também são agrupadas de acordo com o padrão de explosão, com a maioria das cadeiras mais próximas da parte mais danificada do prédio. A coluna mais ocidental de cinco cadeiras representa as cinco pessoas que morreram, mas não estavam no Edifício Murrah (duas no prédio do Conselho de Recursos Hídricos, uma no Edifício Ateniense, uma no lado de fora perto do prédio e um socorrista). As 19 cadeiras menores representam as crianças mortas no bombardeio. Três crianças ainda não nascidas morreram junto com suas mães, e elas são listadas nas cadeiras de suas mães sob os nomes de suas mães.[4]
- Muralha dos sobreviventes: As únicas porções originais restantes do Edifício Murrah são as paredes norte e leste, conhecidas como Muralha dos Sobreviventes. A Muralha dos Sobreviventes inclui vários painéis de granito recuperados do próprio Edifício Murrah, inscritos com os nomes de mais de 600 sobreviventes do prédio e da área circundante, muitos dos quais ficaram feridos na explosão.[4]
- A Árvore Sobrevivente: Um olmo americano no lado norte do Memorial, essa era a única árvore de sombra no estacionamento do outro lado da rua do Edifício Murrah. Os passageiros chegaram cedo para pegar um dos lugares de estacionamento com sombra fornecidos por seus ramais. Fotos de Oklahoma City, tiradas nos anos 20, mostram que a árvore tinha cerca de 100 anos de idade.[6] Fortemente danificada pela bomba, a árvore sobreviveu após quase ter sido derrubada durante a investigação inicial, quando os trabalhadores queriam recuperar evidências penduradas em seus galhos e enterradas em sua casca.[7]

A força da explosão arrancou a maior parte dos galhos da Árvore Sobrevivente. Vidro e detritos estavam enterrados em seu tronco e o fogo dos carros estacionados embaixo dele enegreceu o que restava. A maioria pensava que a árvore não poderia sobreviver. Quase um ano após o bombardeio, membros da família, sobreviventes e equipes de resgate reuniram-se para uma cerimônia em memória da árvore e perceberam que estava começando a florescer novamente. A árvore  sobrevivente prospera agora, e o projeto do memorial ao ar livre inclui um mandato para caracterizar e proteger a árvore. Por exemplo, uma das raízes que teria sido cortada pela parede ao redor da árvore foi colocada dentro de um grande tubo para que pudesse alcançar o solo além da parede sem ser danificada. O deck ao redor da árvore foi erguido vários metros para fazer um espaço de rastreamento subterrâneo; os trabalhadores entram por uma escotilha segura e monitoram a saúde da árvore e mantêm suas raízes muito profundas.
A inscrição em torno do interior da parede do convés ao redor da Árvore Sobrevivente diz:
Centenas de sementes da Árvore Sobrevivente são plantadas anualmente e as mudas resultantes são distribuídas a cada ano no aniversário do bombardeio. Milhares de Sobreviventes estão crescendo em locais públicos e privados em todo os Estados Unidos.

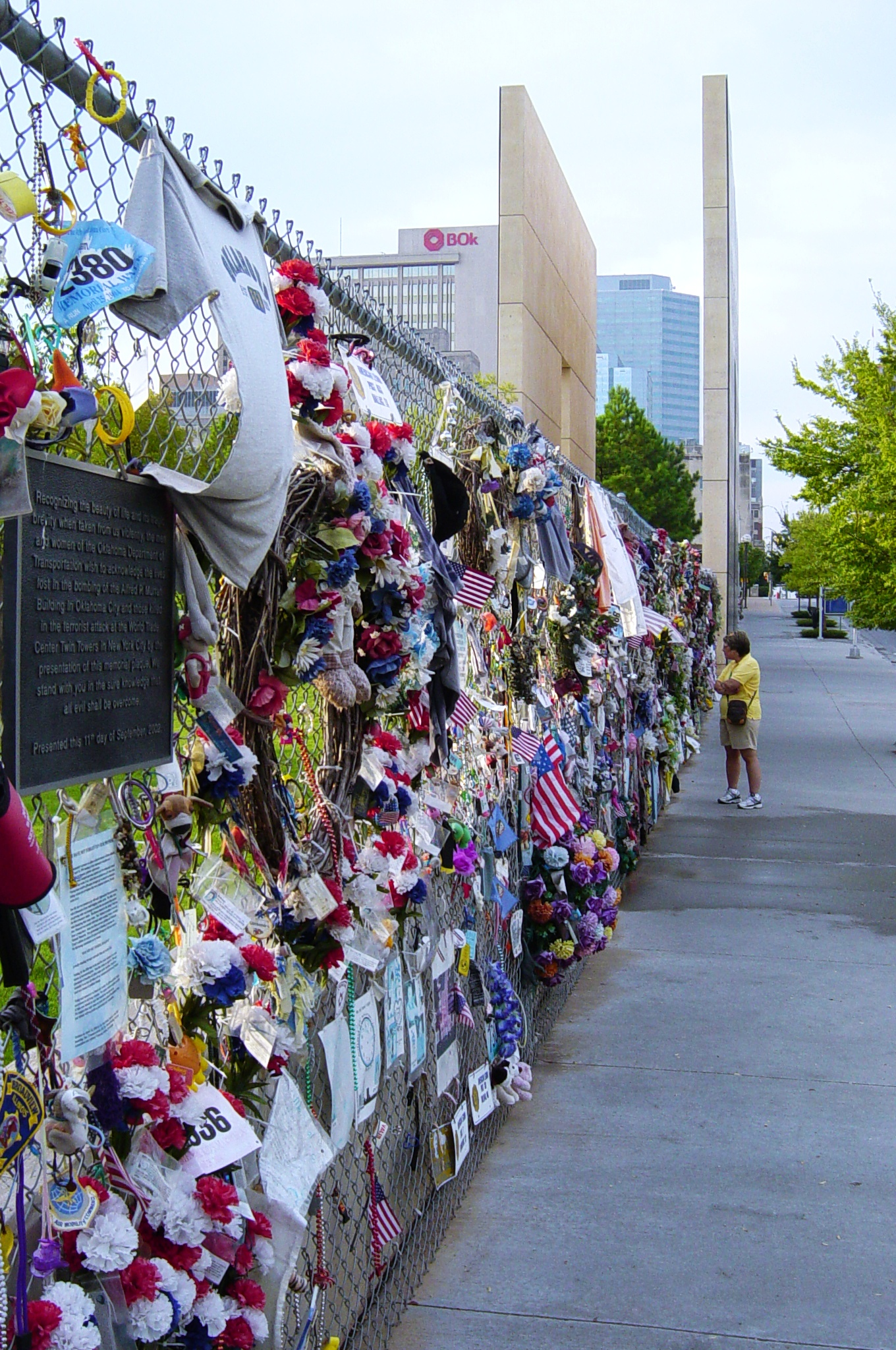
A cerca memorável e o portão leste do tempo.

- A cerca memorial: 30 metros de  cerca de arame foi instalado em torno da área que é agora o Reflecting Pool e o campo de cadeiras vazias para proteger o site de danos e visitantes de lesões. The Fence permaneceu por mais de quatro anos, tornando-se notável como o lugar onde os visitantes deixavam bichos de pelúcia, poemas, chaveiros e outros itens como tributos. Durante a construção do Memorial ao ar livre, os 64 metros da cerca foram movidos para o lado oeste do Memorial, ao longo do lado das 9:03 ou do lado da "cura". O restante da cerca está no armazenamento. Os visitantes ainda podem deixar pequenos itens junto e na cerca; as lembranças são periodicamente coletadas, catalogadas e armazenadas.[4]
- Pomar dos Resgatadores: Um bosque de redbuds de Oklahoma (árvore do estado de Oklahoma), Amur Maple, Pistache Chinês e árvores de Bosque Elm são plantadas no gramado ao redor da Árvore  Sobrevivente. As árvores representam os socorristas que vieram em auxílio dos sobreviventes; daí o pomar do resgatador envolve a árvore sobrevivente. As espécies não nativas representam aquelas equipes de resgate que vieram de fora de Oklahoma para ajudar.
- Área das crianças: Mais de 5.000 azulejos pintados à mão, de todos os Estados Unidos e Canadá, foram feitos por crianças e enviados para Oklahoma City após o bombardeio em 1995. A maioria é armazenada nos Arquivos do Memorial, e uma amostra de telhas está na parede da Área das Crianças. Lousas para giz fornecem um lugar onde as crianças podem desenhar e compartilhar seus sentimentos. A área infantil fica ao norte do portão 9:03, no lado oeste do museu.
- Edifício de registro de jornal: Localizado ao norte do memorial, é o edifício de registro de jornal, que antigamente abrigava os escritórios do The Journal Record. Atualmente abriga o Museu Memorial Nacional de Oklahoma City, que apresenta inúmeras exposições e artefatos relacionados ao atentado em Oklahoma City.[2] Funcionários do Instituto Nacional para a Prevenção do Terrorismo, um instituto de reflexão apartidário criado logo após o bombardeio de familiares e sobreviventes, também trabalham aqui para disseminar o conhecimento do terrorismo e sua prevenção.[8]
- Alfred P. Murrah Federal Building Plaza: Localizado ao sul do Campo de Cadeiras Vazias, acima da garagem subterrânea, está o Alfred P. Murrah Federal Building Plaza. Uma parte original do edifício federal, a praça tinha um jardim e áreas de estar, bem como um playground para a creche. Os visitantes do Memorial podem atravessar a praça, onde o mastro original é usado para a bandeira americana.

## Memoriais adjacentes
Duas igrejas estavam localizadas do outro lado da rua do Edifício Murrah. Ambos foram fortemente danificados pela explosão. Cada igreja foi reparada e ambos construíram memoriais em sua propriedade. Embora não façam parte do memorial oficial, estão abertos ao público.
- Capela Heartland: Do outro lado da rua do portão 9:01 há uma capela de madeira ao ar livre erguida pela Primeira Igreja Metodista Unida de Oklahoma City.[9] O altar é feito de pedras da igreja danificadas pelo bombardeio. Uma parte substancial do financiamento para a capela foi fornecida pela comunidade judaica.[10]
- E Jesus chorou: Do outro lado da rua, do portão 9:03, está uma escultura de Jesus chorando erguida pela Igreja Católica de São José, uma das primeiras igrejas de tijolo e cimento construídas na cidade. Jesus enfrenta a devastação, cobrindo o rosto com a mão. Na frente de Jesus há uma parede com 168 aberturas, representando os vazios deixados por cada vida perdida.[11]